# Пол Уокър
Пол Уилям Уокър IV (на английски: Paul William Walker IV) е американски актьор, известен с ролята си на Брайън О'Конър във филмовата поредица „Бързи и яростни“.

## Биография
Пол е роден на 12 септември 1973 г. в Глендейл, но е отраснал в Лос Анджелис. Син е на Пол Уокър III и на Шерил Крабтри. Той е второто от петте деца (двама братя – Кейлъб и Коди, и две сестри – Ашли и Ейми). Посещава и през 1991 г. завършва християнско училище.
Загива трагично в автомобилна катастрофа на 30 ноември 2013 г. в градчето Санта Кларита, когато караното от неговия приятел Roger Rodas Порше Карера GT 2005 се забива в уличен стълб, след това в дърво и накрая автомобилът се запалва..

## Кариера
Пол започва своята кариера на ранна възраст, и то на малкия екран, участвайки в реклами. Между 1985 и 1994 г. се появява като гост актьор в няколко телевизионни сериала като Highway to Heaven (Магистрала към Небето), Who's the Boss? (Кой е шефът?), I'm Telling! (Аз казвам!), The Boys Are Back (Момчетата се връщат), The Young and the Restless (Младите и неспокойните), Touched By an Angel (Докоснат от ангел).
През 1986 г. започва своята кинокариера с филма Monster in the closet („Чудовище в килера“). Същата година се присъединява към екипа на сериала Throb (Трепет), влизайки в ролята на 12-годишния син на Санди – Джеръми Бийти (Jeremy Beatty).
През 1998 г. играе ролята на Фил Дидъл (Phil Deedle) във филма Запознай се със семейство Дидъл. Същата година участва във филма Pleasantville (Плезънтвил) заедно с Тоби Магуайър и Рийз Уидърспун. Една година по-късно участва във филми като Varsity Blues, She's All That (Тя е върхът).
През 2000 г. участва в The Skulls (Черепите), като Кейлъб Мандрейк.
През 2001 г. играе ролята, която го прави наистина известен, а именно на Брайън О`Конър в екшън филма „Бързи и яростни“ (The Fast and the Furious). Във филма Брайън се включва в улични състезания с коли, за да се добере и да залови Доминик Торето (Вин Дизел). Същата година участва и в Joy Ride като Луис Томас.
През 2003 г. отново се завръща като Брайън О`Конър във втората част на „Бързи и яростни“, където си партнира с Тайръс Гибсън. Също участва и в Timeline като Крис Джонстън.
През 2005 г. се появява във филма Опасно синьо (Into the Blue), където играе Джаред Кол и където си партнира с Джесика Алба.
Една година по-късно, през 2006 г., получава роля във филма на Клинт Истууд Flags of Our Fathers (Знамената на бащите ни). Участва и във филма на Дисни „Осем герои“, където играе ролята на Джери Шепард. Историята разказва за изследователи на Антарктида и техните осем хъскита.
През 2008 г. участва във филма The Lazarus Project, а през следващата 2009 г. се завръща отново като Брайън О`Конър за 4-тата част на Бързи и яростни. В тази част Брайън помага на Дом да открие убиеца на Лети.
През 2010 г. участва заедно с Мат Дилън и Хейдън Кристенсън във филма Takers Takers. Освен това се включва и в един от филмите на National Geographic Channel. Той прекарва 11 дни заедно с екипажа на един кораб, а целта на пътуването е да се маркират седем бели акули по крайбрежието на Мексико. През 2011 г. се завръща за четвърти път в ролята на Брайън О`Конър в петата част на Бързи и яростни (Бързи и яростни 5: Удар в Рио).
През 2001 г. е обявен за един от най-привлекателните и секси личности от списание People. През март 2011 г. посещава Чили, за да помогне на пострадалите от голямото земетресение от 27 февруари същата година.
Малко след смъртта му, на 13 декември 2013 г. е пуснат на екран филмът „Hours“, базиран на урагана Катрина, снимките за който са завършени по-рано през 2013 г. Уокър също е приключил приживе работата по филма Престъпно предградие („Brick Mansions“, римейк на френския филм „District 13“), който е пуснат през април 2014 г. Към момента на смъртта на Уокър са вървели снимките му в Бързи и яростни 7, който е бил планиран за пускане през месец юли 2014 г. Филмът е завършен успешно и е пуснат през април 2015 г. Участието на Уокър е възпроизведено с помощта на компютърна графика в някои епизоди и с помощта на братята му Кейлъб и Коди Уокър (като дубльори) в някои други.

## Филмография
| Година | Заглавие                          | Роля /Бързи и яростни 8 |
| ------ | --------------------------------- | ----------------------- |
| 2015   | Бързи и яростни 7                 | Брайън О'Конър          |
| 2014   | Престъпно предградие              | Деймиън Колиър          |
| 2013   | Hours                             | Нолън Хейс              |
| 2013   | Бързи и яростни 6                 | Брайън О'Конър          |
| 2011   | Бързи и яростни 5: Удар в Рио     | Брайън О'Конър          |
| 2010   | Takers                            | Джон Роууей             |
| 2009   | Бърз и яростен                    | Брайън О'Конър          |
| 2008   | The Lazarus Project               | Бен Гарви               |
| 2007   | Stories USA                       | Майки                   |
| 2006   | Знамената на бащите ни            | Хенри Ханк Нансен       |
| 2006   | Осем герои                        | Джери Шепард            |
| 2006   | Бягащ до смърт                    | Джоуи Газел             |
| 2005   | Опасно синьо                      | Джаред                  |
| 2004   | Noel                              | Майки Райли             |
| 2003   | Бързи и яростни 2                 | Брайън О'Конър          |
| 2003   | Фатален срок                      | Крис Джонстън           |
| 2002   | Life Makes Sense If You're Famous | Майки                   |
| 2001   | Убиец на пътя                     | Луис Томас              |
| 2001   | Бързи и яростни                   | Брайън О'Конър          |
| 2000   | Братството                        | Кейлъб Мандрейк         |
| 1999   | Дворец на илюзиите                | Джейсън                 |
| 1999   | Тя е върхът                       | Дийн Сампсън            |
| 1999   | Varsity Blues                     | Ланс Харбър             |
| 1998   | Плезънтвил                        | Скип Мартин             |
| 1997   | Meet the Deedles                  | Фил Дийдъл              |
| 1994   | Tammy and the T-Rex               | Майкъл                  |
| 1987   | Promed to Kill                    | Джейсън                 |
| 1986   | Monster in the Closet             | Професор Бенет          |

Забележка: